# Andreas Köpke
Andreas "Andy" Köpke, född 12 mars 1962 i Kiel, är en tysk tidigare fotbollsmålvakt.
Andy Köpke var en av världens bästa målvakter i mitten av 1990-talet. År 1996 var han en starkt bidragande orsak till att Tyskland vann EM. Köpke stod för en rad avgörande räddningar, bland annat i straffläggningen i semifinalen mot England. Köpke fick under flera turneringar, VM 1990, EM 1992 och VM 1994, agera reservmålvakt bakom Bodo Illgner. De båda var jämnstarka och uttagningen av Illgner kritisterades av många som ansåg att Köpke skulle vara förstemålvakt. År 1998 deltog Köpke med Tyskland vid VM i Frankrike, där han gjorde sina sisa framträdanden i landslaget. 
År 2004 blev Köpke målvaktstränare i det tyska landslaget, kort efter att vännen Jürgen Klinsmann tillträtt som förbundskapten. Köpke lämnade uppdraget 2021.

## Meriter
- 59 A-landskamper för Tyskland
- VM i fotboll: 1990, 1994, 1998. Världsmästare 1990
- EM i fotboll: 1992, 1996
  - Europamästare 1996